# Estação Aeroporto (Trensurb)
A Estação Aeroporto é uma das estações do Metrô de Porto Alegre, situada em Porto Alegre, entre a Estação Farrapos e a Estação Anchieta. Faz parte da Linha 1.
Foi inaugurada em 2 de março de 1985. Localiza-se na Avenida dos Estados. Atende os bairros de Anchieta e Humaitá.

## Localização
A estação recebeu esse nome por estar situada em frente ao Aeroporto Internacional Salgado Filho. O aeroporto é o mais movimentado da Região Sul do Brasil, tendo registrado um movimento de 5,58 milhões de passageiros em agosto de 2015.
Em suas imediações também se localiza o Novotel Porto Alegre Airport, um hotel 4 estrelas da rede Novotel.

## Aeromóvel
A estação faz integração com a Conexão Metrô-Aeroporto, um sistema de aeromóvel inaugurado em 10 de agosto de 2013 que interliga a estação com o Terminal 1 do Aeroporto Internacional Salgado Filho.